# 페르낭 멜가르
페르낭 멜가르(프랑스어: Fernand Melgar, 1961년 7월 4일~)는 스위스의 배우, 영화 감독, 영화 프로듀서이다.

## 작품 목록

### 영화
- 필로소퍼스 스쿨 (2018년)
- 라브리 (2014년)
- 스페셜 플라이트 (2011년)
- 포트리스 (2008년)
- 출구 (2005년)